# Szczury (Rudka)
Szczury – część wsi Rudka w Polsce położona w województwie podkarpackim, w powiecie przeworskim, w gminie Sieniawa, w sołectwie Rudka.
W latach 1975–1998 miejscowość położona była w województwie przemyskim.
Szczury obejmują 8 domów.